# Santa Ernestina (kommun)
Santa Ernestina är en kommun i Brasilien.   Den ligger i delstaten São Paulo, i den sydöstra delen av landet, 600 km söder om huvudstaden Brasília. Antalet invånare är 5 568.
Följande samhällen finns i Santa Ernestina:
- Santa Ernestina

Trakten runt Santa Ernestina består till största delen av jordbruksmark. Runt Santa Ernestina är det ganska tätbefolkat, med 160 invånare per kvadratkilometer.